# Río Higuerón
El río Higuerón es un corto río de España de la cuenca mediterránea andaluza, que discurre en su totalidad por el territorio del extremo oriental de la provincia de Málaga. 

## Curso
Tiene una longitud de unos 12,7 km. Nace en el paraje de Venta Panadero, en la Sierra de Almijara, donde recoge las aguas del entorno de Cerro Lucero y discurre en dirección norte-sur atravesando el término municipal de Frigiliana hasta su desembocadura en el río Chíllar, a pocos kilómetros de la desembocadura de este en el mar Mediterráneo.  
El cauce del río Higuerón es estrecho y tiene poca pendiente debido a la erosión lineal, que ha dado lugar a la formación de numerosos cahorros (barrancos estrechos). Se caracteriza por la existencia de pequeñas cuevas o covachos, que en la Antigüedad fueron usados para enterramientos. Existe también un significativo sistema de acequias y una pequeña presa que antiguamente hacía funcionar un molino de harina. 
El río Higuerón carece de afluentes importantes.

## Flora y fauna
La vegetación de ribera está compuesta principalmente por adelfares así como zarzas, tarajes y otras especies que se mezclan con el matorral que acompaña a los pinares de pino carrasco y pino negral que se desarrolla en las empinadas laderas. En relación con la fauna, se pueden encontrar la musaraña común, el zorro y la gineta.